# 山形市立明治小学校
山形市立明治小学校（やまがたしりつ めいじしょうがっこう）は、山形県山形市にある公立小学校である。

## 概要
山形市北部にあり、天童市と隣接している。学区内は田園地帯となっている。

## 沿革
- 1891年（明治24年）6月9日 - 東村山郡明治尋常小学校設立
- 1903年（明治36年）4月 - 明治尋常高等小学校となる
- 1947年（昭和22年） - 明治村立明治小学校となる
- 1954年（昭和29年） - 山形市立明治小学校となる
- 1976年（昭和51年） - 校舎新築
- 2003年（平成15年） - 新校舎完成

## 学区
- 渋江、中野目、灰塚[1]（付近に小学校がないために、これらの地区以外から通学している生徒もいる）

## 卒業後
- 第七中学校へ進学する